# Hjalmar Hansen
Hjalmar Hansen, född 1873, död 1952, brigadör i Frälsningsarmén i Norge, sångförfattare och tonsättare. Han har skrivit över 800 sångtexter.
Hansen var frälsningssoldat i Bergen innan han 1892 utbildades till Frälsningsofficer vid krigsskolan i Oslo. 1900 flyttade han till Danmark där han var verksam som officer inom FA innan han 1914 återvände till Norge. I Norge var han medarbetare vid FA:s redaktion och samaritsekreterare (ansvarig för insamlingen till FA:s sociala arbete).

## Sånger
- Anden kom ifrån himlen sänd, FA 326 (text & musik)
- Den som beder skall få, FA 753 (musik)
- En folkhop mot Golgata drager FA 729 (text)
- Möter mig sorger som tynger mig ner, FA 579 (text & musik)